# Попытка военного переворота в Кении (1982)
Попытка военного переворота в Кении в 1982 году — неудавшаяся попытка группы солдат ВВС Кении свергнуть правительство Даниэля арап Мои. В полночь 1 августа военными была захвачена радиостанция «Голос Кении», однако пилоты, которым было приказано бомбить президентский дворец, отказались подчиняться заговорщикам и сбросили бомбы на леса горы Кении. Спустя несколько часов переворот был подавлен войсками верного правительству генерал-майора Мохамеда, лидер заговора, рядовой Очука, бежал в Танзанию, откуда был экстрадирован на родину и повешен. В организации переворота были обвинены бывший вице-президент Огинга Одинга и его сын Раила, в финансировании также подозревались неизвестные коммунистические группировки.

## Переворот
Группа нижних чинов кенийской армии с военной базы в районе Найроби Эмбакаси под руководством Очуки, мечтавшего стать президентом, в июле 1982 спланировала восстание; на секретной встрече рядовой убедил других заговорщиков, что их поддержат вооружённые силы Уганды, Танзании и Судана, которые должны будут перейти границы и подавить всякое сопротивление, а также СССР, который пошлёт к берегам Кении военный корабль.
Плохо организованный и не имеющий чёткого плана действий, переворот был обречён на провал: солдаты, прибыв в центр столицы, занялись грабежом, в ходе захвата радиостанции рядовой Очука избил не желающего подчиняться диктора Леонарда Мботелу. В ходе судебного процесса за государственную измену к смертной казни через повешение были приговорены четверо солдат, Одинга и его сын были заключены под домашний арест: последний без суда и следствия удерживался 6 лет.